# Jedediah Smith

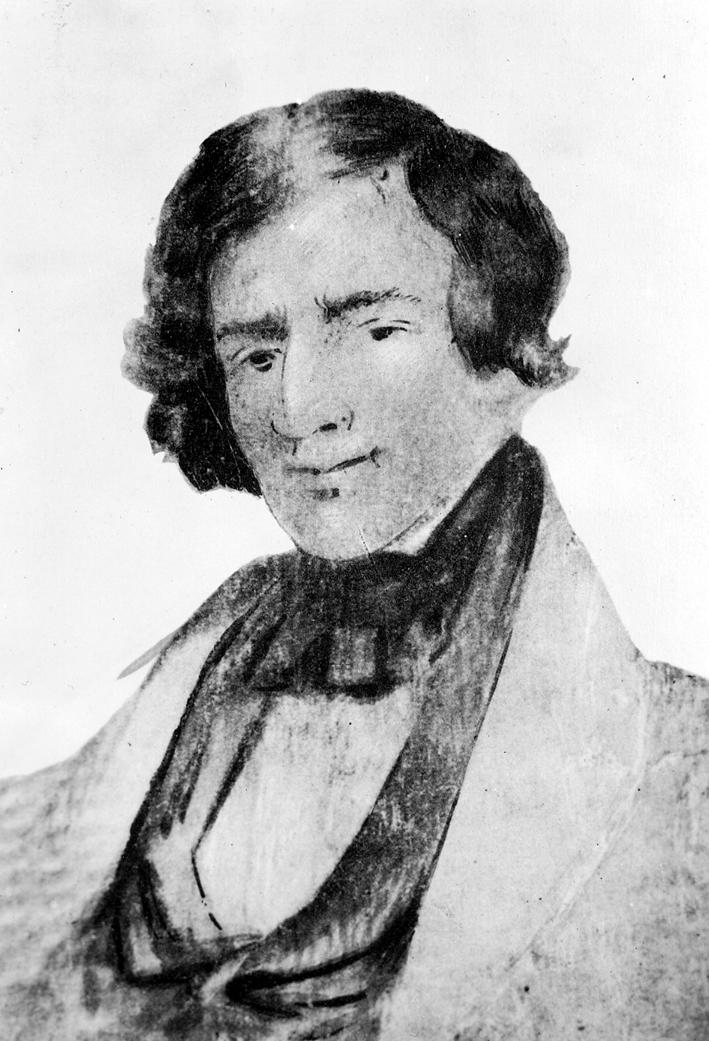
Portret van Jedediah Smith door een vriend, vier jaar na Smiths overlijden. Hij droeg aan een kant van zijn gezicht lang haar om de littekens van een aanval door aan grizzlybeer te bedekken.

Jedediah Strong Smith (Bainbridge, 6 januari 1799 – nabij Ulysses, 27 mei 1831) was een Amerikaans pelsjager, mountain man en bonthandelaar maar is vooral bekend geworden als ontdekkingsreiziger. Zijn verkenningen bleken een belangrijke voorbereiding van de latere westwaartse expansie van de Verenigde Staten. Een deel van de route van het latere Oregon Trail is op zijn bevindingen gebaseerd. Tijdens een paar expedities bracht hij een deel van het Amerikaanse Zuidwesten in kaart dat destijds nog deel uitmaakte van Alta California, Mexico. Gebieden zoals de Rocky Mountains, de Coloradorivier, de Woestijn van het Grote Bekken, de Sierra Nevada, de Mojavewoestijn en de westkust werden door hem verkend. Tijdens zijn reizen overleefde hij drie aanvallen door indianen en een aanval door een beer. In 1831 tijdens een tocht langs het Santa Fe Trail werd hij gedood door Comanche-indianen. Enkele locaties zijn naar hem vernoemd zoals het Jedediah Smith Redwoods State Park.

## Jonge jaren
Jedediah werd geboren in Bainbridge, New York. In tegenstelling tot de meeste pioniers was hij geen eerste of tweede generatie immigrant maar kwam hij uit een familie die al langer in Amerika woonde. Hij was beter opgeleid dan de meeste andere pioniers. Op dertienjarige leeftijd werkte hij op een vrachtschip op het Eriemeer. Hier leerde hij waarschijnlijk handelaren kennen die hem vertelden over de verder westelijk gelegen gebieden. Mogelijk kreeg hij een boek over de expeditie van Lewis en Clark dat hij de rest van zijn leven mee zou nemen. In 1817 verhuisde zijn familie naar Ohio.

## Bonthandel
In 1822 sloot hij zich aan bij een groep mountain men die een bonthandel opzetten in de Rocky Mountains, onder leiding van twee veteranen van de Oorlog van 1812. Met deze groep vertrok hij vanuit Saint Louis westwaarts. Ze verkenden de Missouririvier en bereikten de Yellowstonerivier. In 1823 werd de groep aangevallen door een groep Arikara-indianen. Tijdens de gevechten toonde Jedediah veel moed en werd zijn reputatie gevestigd. Later raakte hij zwaar gewond door de aanval van een grizzlybeer.

## Verkenning van de Rocky Mountains en het westen
Na verloop van tijd werd de groep gesplitst en was hij captain van een van de twee groepen. De andere groep stond onder leiding van veteraan Ashley. Ashley zou niet veel later terugkeren naar Saint Louis. Smith verkende in 1824 de Rocky mountains en vond een doorgang via de South Pass. Deze doorgang zou later gebruikt worden voor de Oregon Trail, California Trail, Mormon Trail en Bozeman Trail. Hierna verkenden ze de Snake river tot aan wat nu Oregon is.
In 1825 troffen Ashley en Smith elkaar in de buurt van Kings Peak, tijdens een bijeenkomst die bekend zou komen als de eerste Rocky Mountain Rendezvous. Deze bijeenkomsten zouden een jaarlijkse traditie worden waarbij bonthandelaren en jagers handel dreven. Henry zou zich helemaal terugtrekken uit de bonthandel en Smith zou zijn aandeel in het bedrijf overnemen.

## Eerste expeditie naar Californië
Vanaf 1826 leidde hij twee expedities om de woestijngebieden en de westkust van Alta California te verkennen, dat toen nog in Spaanse (defacto Mexicaanse) handen was. Ze volgden daarbij een deel van de Coloradorivier en trokken daarna door de Mojavewoestijn langs een handelsroute die bekend zou worden als het Old Spanish Trail om uiteindelijk de San Bernardino Valley te bereiken.
Toen hij de westkust bereikte werd hij nog redelijk hartelijk ontvangen. Hij bezocht met zijn mannen de San Gabriel-missie, een van de Spaanse missies in Californië in het tegenwoordige Los Angeles en ze werden getrakteerd op een diner. De Spanjaarden werden al snel achterdochtig, Smith moest zich verantwoorden bij de gouverneur in San Diego maar mocht uiteindelijk toch weer vertrekken.
De groep trok naar het noorden en verkenden Central Valley. Een deel van hen bleef achter in de San Joaquin Valley Smith stak met de rest de Sierra Nevada over. Op 3 juli 1827 troffen ze hun vroegere metgezellen bij Bear Lake tijdens een nieuwe rendezvous. Er werd feest gevierd omdat men er eerder vanuit was gegaan dat Smith en zijn mannen waren omgekomen.

## Tweede expeditie naar Californië
Hierna werd een tweede verkenningstocht op touw gezet waarbij de westkust tot aan het tegenwoordige Oregon verkend zou worden. Wederom bezochten ze de San Gabriel-missie. Toen ze naar het noorden trokken, troffen ze de mannen die in de San Joaquin Valley waren achtergebleven. Bij hun bezoek aan de San José-missie werden ze achterdochtig ontvangen. Omdat ze als bedreiging van de Mexicaanse belangen werden gezien, werd Smith met zijn mannen gearresteerd. Ook deze keer mochten ze na verloop van tijd weer vertrekken. Ze verkenden het noorden om vervolgens oostwaarts te trekken door wat nu de staat Montana is. Smith leidde een expeditie door het gebied van de Blackfootindianen en op een volgende rendezvous verkochten ze hun buit. Smith verkocht ook zijn aandeel in het handelsbedrijf en keerde terug naar Saint Louis.

## Overlijden en nalatenschap
Vanaf 1831 sloot hij zich aan bij een groep handelaren langs het Santa Fe Trail. Onderweg toen hij met een groep op zoek ging naar water werd hij gedood. Zijn lichaam is nooit gevonden. Waarschijnlijk stierf hij door een gevecht met Comanche-indianen. Zijn kaarten werden gebruikt door het Amerikaanse leger en bij latere verkenningen door John Charles Frémont. Terwijl Frémont wel een plek in de geschiedenisboeken kreeg werd Smith nagenoeg vergeten. Pas in het begin van de 20e eeuw kreeg Smith weer bekendheid.

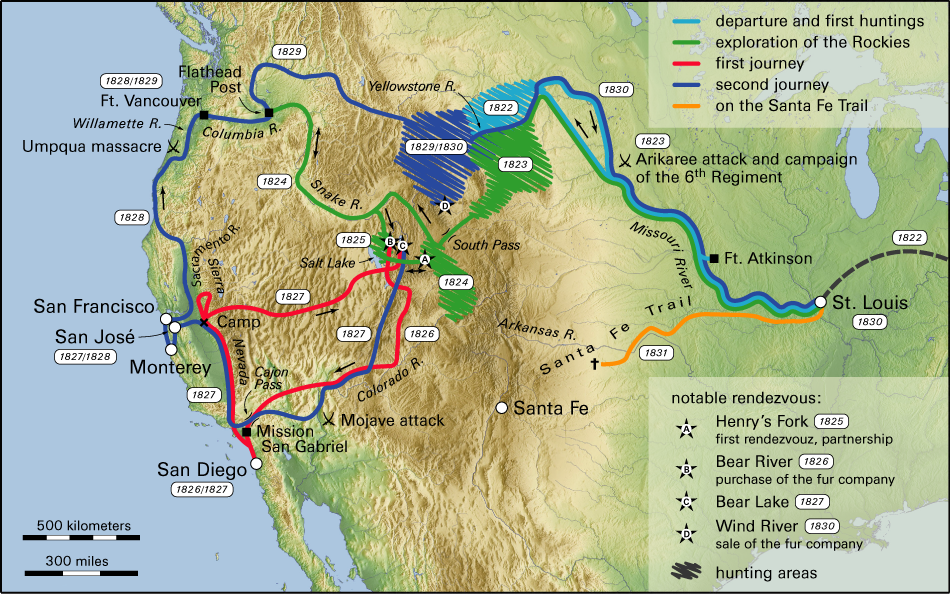
Kaart van Smiths reizen door het Amerikaanse Westen.